# Lista de cantigas de candomblé
Esta é uma lista de cantigas de Candomblé de todas as nações.

## Aluvaiá - Cantiga Candomblé Bantu
Mavile, mavile, mavile mavambo
Mavile, mavile, mavile mavambo
E kompensu e, a rá rá
E kompensu á.
E mavile, e mavile, mavile maviletango
Mavile, mavile maviletango
E sissa, sissa é sissa lukaia
Sissa, sissa é sissa lukaia
Sissa eu ananguê